# Ocyptamus cultratus
Ocyptamus cultratus är en tvåvingeart som först beskrevs av Austen 1893.  Ocyptamus cultratus ingår i släktet Ocyptamus och familjen blomflugor. Inga underarter finns listade i Catalogue of Life.